# Madách Imre Gimnázium (Budapest)
A Madách Imre Gimnázium Budapest egyik jóhírű középiskolája, amely a VII. kerület, Barcsay utca 5. sz. alatt található, a főváros legrégebben alapított állami középiskolája. A HVG 2023-as rangsora szerint Magyarország 9. legjobb középiskolája.

## Története
Állami gimnáziumként 1881-ben alapították Budapesti VII. ker. Állami Gymnásium néven, eredetileg a VII. kerület, Klauzál utca 10. alatt. Mai helyén 1892 óta működik (épületét Bobula János tervezte, az épület főhomlokzati mozaikképeit Stettka Gyula festőművész alakjai után a világhírű velencei Candiani cég készítette), azonban csak 1903-ban került mind a 16 osztály az intézmény saját épületébe. Nevét 1920-ban Magy. Kir. Állami Madách Imre Gimnáziumra változtatták. Ebből az iskolából vált ki 1902-ben a Szent István Gimnázium, mely már 1900-tól kezdve kihelyezett részleg volt.
Az iskola 1945-ig nyolcosztályos fiúgimnáziumként működött. Ezután kezdték meg az általános iskolai osztályok kiszorítását, s 1949-től már lányok is tanulhattak az intézményben. A Madách Imre Gimnázium 2011-ben ünnepelte fennállásának 130. évét.

### Az igazgató felmentése 2024-ben
2024. augusztus 28-án a gimnázium igazgatóját, Mészáros Csabát felmentették igazgatói beosztásából, mert úgymond  "a  korábban törvényerőre emelkedett, az iskolai mobiltelefon-használatot szabályzó törvényt" nyíltan figyelmen kívül hagyta. Valójában 2024. szeptember 1-jével lépett hatályba a nemzeti köznevelésről szóló 2011. CXC. törvény 25. § (3) bekezdésének módosítása, ez alapján a felmentés jogszerűsége egyesek szerint kétséges.[forrás?] Az igazgató támogatására még aznap este tüntetés volt, valamint szeptember 2-ára újabb tüntetést jelentettek be.

## Tagozatok

### Négy évfolyamos képzés
- 03: haladó angol nyelvi tagozat (1, 5 osztály)
- 04: haladó német nyelvi tagozat (0,5 osztály)

### Öt évfolyamos képzés
- 05: kezdő angol nyelvi előkészítő tagozat (0,5 osztály)
- 06: kezdő német nyelvi előkészítő tagozat (0,5 osztály)
- 07: kezdő francia nyelvi előkészítő tagozat (0,5 osztály)
- 08: haladó angol nyelvi előkészítő tagozat (0,5 osztály)

## Rangsor
|     | 2020 | 2021 | 2022 | 2023 |
| --- | ---- | ---- | ---- | ---- |
| HVG |      |      | 11   | 9    |

## Híres diákjai

### A tudományos életben
- Buda Béla (1939–2013) pszichiáter 1953–1957
- Névai László (1914–1983) jogász, ELTE professzor 1924–1932
- Turán Pál (1910–1976) matematikus, ELTE professzor, akadémikus 1924–1928
- Rácz József (1957–), orvos, pszichiáter, kutató, SOTE, ELTE egyetemi tanár 1971–1975
- Rybár István (1886–1971) fizikus, geofizikus, az MTA tagja, az AUTERBAL (Automatic Eötvös-Rybár Balance) elnevezésű inga feltalálója

### Az irodalmi életben
- Benedek Marcell, irodalomtörténész (1885–1969) 	1895–1903
- Fábián István, grafikus, költő (1953–)	1967–1971)
- Gellért Hugó (1889–1937) 1899–1907
- Gellért Oszkár, költő (1882–1967) 	1892–1900
- Kertész Imre, Nobel- és Kossuth-díjas író (1929–2016) 	1940–1948
- Konrád György, író (1933–2019) 	1947–1951
- Lezsák Sándor, költő, politikus (1949–) 	1964–1968
- Lorsy Ernő újságíró, műfordító (1889–1960) 1903–1907
- Méray Tibor, író (1924–2020) 	1934–1942
- Morvay Gyula, író (1905–1998) 	1921–1925
- Szakonyi Károly, író (1931–) 	1942–1949
- Vető József újságíró (1910–1977) 	1920–1928

### A színház- és filmművészetben
- Ábel Anita, színész (1975–) 	1990–1994
- Babarczy László, rendező (1941–2022) 	1955–1959
- Bacsó Péter, rendező (1928–2009) 	1939–1946
- Balogh Géza, rendező (1936–)  1950–1954
- Bánky Gábor színész (1955–) 	1969–1973
- Bárdos Artúr, színházigazgató (1882–1974)  1882–1900
- Beregi-Böhm Péter, színész (1945–) 	1960–1964
- Berki Antal színész (1946–) 1960–1964)
- Bíró Kriszta, színész (1970–) 	1984–1988
- Bor Zoltán, színész (1963–) 	1978–1982
- Borgula András, rendező (1975–) 	1990–1994
- Breyer Zoltán, színész (1963–2009)  1978–1982
- Czető Roland, színész, műsorvezető (1989–) 2004–2008
- Csizmadia Gabriella, színész (1956–) 	 1971–1975
- Csongrádi Kata, színész (1953–) 	1967–1971
- Danyi Judit, színész (1971–)  1985–1989
- Dezsőffy Rajz Katalin, szinkronrendező (1963–) 	1978–1982
- Dobronay László, rendező (1968–) 1983–1987
- Dudás Eszter színész (1966–) 	1980–1984
- Ehrlich Mária, színjátszó (1938–) 	1952–1956
- Farkas Dániel, színész (1976–) 	1990–1994
- Félix László, rendező (1941–) 	1955–1959
- Fillár István, színész (1965–) 	1980–1984
- Fodor Imre, színházigazgató (1920–1975) 	1930–1938
- Fonyó Gergő, rendező (1966–) 	1980–1984
- Gálvölgyi János, Kossuth-díjas színész (1948–) 	1962–1966
- Gaskó Balázs, színész (1969–) 	1987–1988
- Görög László színész (1964–) 	1978–1982
- Gyöngyössy Bence, filmrendező (1964–) 	1974–1978
- Holl Zsuzsa, színész (1949–) 	1964–1968
- Honti György, színész (1965–) 	1980–1984
- Jaschik Álmos, díszlettervező (1885–1950) 	1895–1903
- Kalmár Péter, filmrendező (1964–) 	(?–?)
- Kardos Sándor, filmrendező (1944–) 	1960–1964
- Kaszás Gergő, színész (1965–) 	1979–1983
- Kautzky Armand, színész (1964–) 	1979–1983
- Kemény István, színész (1965–) 	1980–1984
- Kézdy György, színész (1936–2013) 	1950–1954
- Koltai Róbert, színész (1943–) 	1958–1962
- Körtvélyessy Zsolt, színész (1941–) 	1957–1959
- Lengyel György, rendező (1936–) 	1952–1954
- Liska Dénes, dramaturg (1927–2012) 	1939–1946
- Madarász Éva, színész (1970–) 	1984–1988
- Monori Lili, színész (1945–) 	1960–1963
- Nagy-Bakonyi Boglárka (1994–) 2010-2014
- Nádházy Péter színész (1959)  1973-1977
- Novák Eszter, színházi rendező (1964–) 	1978–1982
- Pós Sándor, rádiórendező (1936–2011) 	1950–1954
- Radnai Annamária, dramaturg (1964–2019) 1978–1982
- Sas Tamás, operatőr, filmrendező (1957–) 	1971–1975
- Somody Éva, színjátszó (1938–)  1952–1956
- Szabó Margaréta, színész (1979–) 	1993–1997
- Szalai András, operatőr (1945–2020) 	1960–1965
- Szalay Éva, szinkronrendező (1966–) 	1978–1982
- Sziládi Hajna színész, (1993–) 2012-2013
- Szinetár Miklós, rendező (1932–) 	1942–1948
- Can Togay, filmrendező (1955–) 	1969–1973
- Vajda László, színész (1943–1995) 	1958–1959
- Verebes István, színész (1948–) 	1962–1966
- Xantus János, rendező (1953–2012) 	1967–1971

### A zeneművészetben
- Berczelly István, operaénekes (1938–2024) 	1952–1956
- Friss Antal, gordonkaművész (1897–1978) 	1907–1915
- Gál Csaba "Boogie", előadóművész (1969–) 	1983–1987
- Gallai Péter, zenész (1953–2019) 	1968–1972
- Hajós András, előadóművész (1969–) 	1983–1987
- Kazacsay Tibor, zeneszerző (1892–1977) 	1901–1908
- Kocsár Balázs, karmester (1963–) 	1977–1981
- Korcsmáros Péter, operaénekes (1945–) 	1960–1964
- Kósa György, zeneszerző, zongoraművész (1897–1984) 	1907–1912
- Lehel György, karmester (1929–1989) 	1935–1943
- Magyar Gábor, gordonkaművész (1914–2011) 	1929–1933
- Magyar Tamás, hegedűművész (1913–2008) 	1928–1931
- Medveczky Ádám, karmester (1941–) 	1954–1956
- Ney Tibor, hegedűművész (1906–1980) 	1916–1924
- Ormándy Jenő, karmester (1899–1985) 	1909–1917
- Pintácsi Alexandra, énekesnő (1976–) 	1990–1991
- Pintácsi Viki, énekesnő (1971–) 	1985–1989
- Pitti Katalin, opera-énekesnő (1951–) 	1966–1969
- Polgár László, operaénekes (1947–2010) 	1961–1965
- Polgár Tibor, zeneszerző, karmester (1907–1993) 	1917–1925
- Radnai Miklós, operaigazgató (1892–1935) 	1902–1910
- Sárvári Ibolya, operaénekes (1946–) 	1961–1965
- Siklós Albert, zeneszerző (1878–1942) 	1888–1896
- Sudár Gyöngyvér, operaénekes (1967–) 	1981–1985
- Tóth Szabolcs zeneszerző, előadó (1974–)  1989-1993
- Vedres Csaba, zeneszerző (1964–) 	1978–1982
- Parádi Gergely, zenész, filmzeneszerző (1973–) 	 1987–1991

### A képző- és fotóművészetben
- Bertalan Tivadar, festő, grafikus (1930–) 	1947–1948
- Biai Föglein István, festőművész (1905–1974) 	1918–1924
- Capa, Robert fotóművész (1913–1954) 	1923–1931
- Czóbel Béla, festőművész (1883–1976) 	1894–1902
- Domokos Géza, festőművész (1947–) 	1961–1965
- Fábián István, grafikus, költő (1953–)	1967–1971)
- Féner Tamás, fotóművész (1938–) 	1953–1957
- Frankl Aliona, fotóművész (1954–) 	1968–1972
- Kis Tóth Ferenc, festőművész (1949–) 	1964–1968
- Kolozsvári Grandpierre Miklós, grafikus (1950–) 	1965–1968
- Kovács Tamás Vilmos, festőművész (1951–) 	1965–1969
- Muzsnay Ákos, grafikus (1945–) 	1960–1964
- Pólya Zoltán, fotóművész (1953–2010) 	1968–1973
- Simon Csilla, fotós (1947–)[13] 	1961–1965
- Stettner Béla, grafikus (1928–1984) 	1939–1947
- Szebeni András, fotós (1946–2020) 	1960–1964
- Szentgyörgyi Kornél, festőművész (1916–2006) 	1926–1934

### A sportéletben
- Albert Flórián, aranylabdás labdarúgó (1941–2011) 	1955–1959
- Breyer Gyula, sakkozó (1891–1941) 	1902–1910
- Bogdán Ádám, labdarúgó (1987–) 2002–2006
- Harcsár István, asztaliteniszező, OTSH-elnök, államtitkár (1943–) 	1957–1961
- Kárpáti György, vízilabdázó, olimpikon (1935–2020) 	1945–1949
- Kelemen Péter, öttusázó (1946–) 	1961–1965
- Kiss Gergely, vízilabdázó, olimpikon (1977–) 	1992–1996
- Németh Angéla, atléta, olimpikon (1946–2014) 	1960–1964
- Pelle Anikó, vízilabdázó (1978–) 	1993–1997
- Pelle Balázs, vízilabdázó (1976–) 	1991–1995
- Petschauer Attila, kardvívó (1904–1943) 	1914–1923

### A média területén
- Balázsy Panna (1967–) 	1981–1984
- Bihari Mihály (1892–1969) 	1902–1910
- Czóbel Ernő (1886–1953) 	1900–1904
- Dési János (1964–) 	1979–1983
- Gedeon Pál (1915–2001) 	1925–1933
- Kereszty András (1942–2024) 1957–1961
- Krenner Miklós "Spectator" (1875–1968) 	1885–1893
- Lévai Jenő (1892–1983) 	1902–1910
- N. Kósa Judit (1966–) 	1980–1984
- Pachmann Péter (1971–) 	1985–1989
- Pogány József (1886–1939) 	1896–1904
- Posvári Sándor (1951–2002) 	1965–1969
- Radnai Péter (1971–) 	1985–1989
- Siklós András (1961–) 	1975–1979
- Spánn Gábor (1939–) 	1953–1957
- Szántó Miklós (1916–2015) 	1926–1934
- Szegő Tamás (1931–1995) 	1942–1950
- Szegvári Katalin (1947–) 	1961–1965
- Székely Tamás (1942–) 	1956–1960
- Sztankay Ádám (1964–) 	1978–1981
- Torda Júlia (1965–) 	1979–1983
- Vető József (1910–1977) 	1920–1928
- Zsombor János (1917–1984) 	1927–1935

### A politikai életben
- Bartal Tamás, jogász, politikus (1973–) 	 1987–1991
- Bihari Mihály, politológus (1943–) 	1962–1966
- Darányi Kálmán, miniszterelnök (1886–1939) 	1900–1904
- Fazakas Szabolcs, nagykövet, ipari miniszter (1947–) 	1962–1966
- Gáti Károly (Charles Gati), politológus (1934–) 	1951–1952
- Gottfried Péter, közgazdász, integrációs államtitkár (1954–) 	1969–1973
- Hóman Bálint, kultuszminiszter (1885–1951) 	1895–1903
- Karafiáth Jenő, kultuszminiszter, főpolgármester (1883–1952) 	1892–1900
- Karikás Péter, diplomata, színész (1937–2003) 	1950–1954
- Pesta László, az Országgyűlés korelnöke (1902–1998) 	1911–1915
- Radvánszky Albert, k. koronaőr (1880–1963) 	1896–1898
- Szilágyi Béla, külügyminiszter-helyettes (1908–1986) 	1918–1926
- Tímár György, politikus (1937–2021) 	195?–1955

## Híres tanárai
- Angyal Dávid (1857–1943) történetíró, egyetemi tanár, MTA tagja – 1897 és 1909 közt volt az iskola tanára.
- Gombos Ferenc Albin (1873–1938) történész, pedagógus, író, az MTA tagja, 1906 és 1919 között az iskola tanára.
- Klupathy Jenő (1861–1931) fizikus, az MTA tagja, 1888 és 1903 között az iskola tanára.
- Halácsy Antal játék-, torna-, és vívómester, testnevelő tanár, a turuljáték feltalálója.

## Külső hivatkozások
- A Madách Imre Gimnázium oldala